# JR大分シティ
株式会社JR大分シティ（ジェイアールおおいたシティ）は、大分県大分市に本社を置く、JR九州グループの不動産管理会社である。

## 沿革
1964年（昭和39年）3月26日設立。当初は株式会社別府ステーション・センターという社名で、大分県別府市駅前町12番13号に本社を置き、1966年（昭和41年）10月1日に開業した別府駅ビル内の商業施設別府ステーションセンター（現在の別府駅商業施設）及び別府駅ビル駐車場の運営を行っていた。かつては第三セクター企業であり、別府市が株式を保有していたが、別府市は2007年（平成19年）に株式を売却している。
大分駅新駅ビルの開業が2015年春に予定されたことを踏まえ、2012年（平成24年）11月25日に大分ターミナルビル株式会社に社名を変更。さらに2014年（平成26年）4月1日には本社を大分市に移転した。このように、企業活動の中心が別府ステーションセンターの運営から大分駅新駅ビルの運営へとシフトする中で、別府ステーションセンターの運営は同じJR九州グループのJR九州ビルマネジメント株式会社に移管されている。
2014年10月1日には、大分駅新駅ビルの名称をJRおおいたシティとすることを発表するとともに、社名を株式会社JR大分シティに変更している。
なお、2019年4月1日のグループ内再編で株式移転を以て、同日に設立されるJR九州駅ビルホールディングス株式会社の子会社となる。